# Talismania kotlyari
Talismania kotlyari är en fiskart som beskrevs av Sazonov och Ivanov, 1980. Talismania kotlyari ingår i släktet Talismania och familjen Alepocephalidae. Inga underarter finns listade i Catalogue of Life.